# Chen Lixia
Pour les articles homonymes, voir Chen.
Chen Lixia, née en 1974 ou 1975, est une plongeuse chinoise. Elle compte un titre aux championnats du monde 1994 sur l'épreuve individuelle de tremplin à 1 mètre.

## Biographie
Après avoir remporté l'or en tremplin à 1 mètre aux Goodwill Games de 1994 à Saint-Pétersbourg, Chen Lixia participe aux Championnats du monde 1994 à Rome où elle s'impose sur le tremplin individuel à 1 mètre, battant sa compatriote favorite de l'épreuve Tan Shuping (en).
Elle est ensuite médaillée d'argent du tremplin à 1 mètre à l'Universiade d'été de 1997 en Sicile.